# Condivisione desktop
Con Condivisione desktop si indicano tutte le tecnologie che permettono la collaborazione e/o l'accesso remoto a un computer collegato in rete, attraverso un'interfaccia grafica.
I due tipi più comuni di condivisione desktop sono:
- Accesso remoto
- Collaborazione in tempo reale

L'accesso remoto permette agli utenti di collegarsi al loro computer pur essendo fisicamente lontani dalla postazione.
La collaborazione in tempo reale è un'area di utilizzo della condivisione desktop ancora più ampia, ed è divenuta sempre più importante negli ultimi anni. 
Quando utilizzata unitamente ad altri componenti della comunicazione multimediale (come funzionalità audio e video) crea una sorta di spazio virtuale dove le persone possono incontrarsi, socializzare e lavorare insieme.